# Société historique Pierre-de-Saurel
La Société historique Pierre-de-Saurel est un organisme sans but lucratif fondé le 10 juin 1970 par l’ancien directeur du Campus du Cégep régional Bourgchemin (aujourd’hui le CÉGEP de Sorel-Tracy), Roland Gaudreau. Il est accompagné Walter S. White, l'abbé Georges-Henri Cournoyer, Thérèse Cadoret, Jocelyne Paul-Hus-Gagné, le bibliothécaire André Durocher, le Dr Jean-Marie Tremblay et Louise Valois-Liessens.
La SHPS est une société d'histoire et un service d'archives privées, agréé par le ministre de la Culture et des Communications du Québec depuis 1996,.

## Mission[4]
Soutenu et encadré par le ministère de la Culture et des Communications du Québec (MCCQ) et Bibliothèque et Archives nationales du Québec (BAnQ), la Société historique remplie une mission en trois volets: acquérir, conserver et diffuser le contenu de ses archives, centrées surtout sur la MRC Pierre-De Saurel.

## Historique[5]
De 1936 à environ 1941, J.-Léon Ferron met en place la première "Société historique de Sorel". Pour en exposer ses objets, il fonde le "Musée historique de Sorel" en 1926, contenant près de 1200 pièces provenant des environs de Sorel. Faute de fonds, il doit fermer le musée et les objets sont dispersés à Montréal et aux États-Unis.

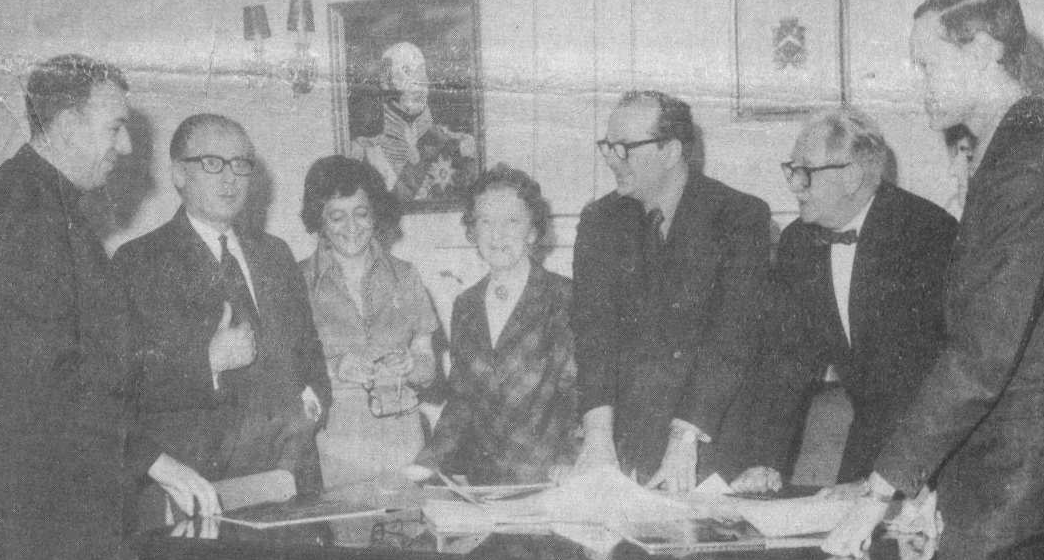
Première activité publique de la Société. De gauche à droite: Georges-Henri Cournoyer, Yvon Beaudry, Jocelyne Paul-Hus, Thérèse Cadoret, Roland Gaudreau, Walter S. White, Louise Valois-Liessens, André Durocher

Le 12 mai 1970, lors d'une réception au Club Nautique de Sorel en l'honneur du nouveau premier ministre, Robert Bourassa, quelques personnes font part de leur intention de fonder une deuxième société historique. La première réunion officielle à la Bibliothèque municipal de Sorel, le 10 juin suivant, amorce les premiers pas de l'organisme actuel. Outre les fondateurs nommés plus haut, notons aussi la présence des journalistes Jean-Yvon Houle, Lorenzo Brouillard et Yvon Beaudry.
Lors de la deuxième réunion, au mois d'août, les buts et règlements de la future Société furent définis et M. Gaudreau en accepte la présidence. De ses premières instances, il est clair que la Société historique ne peut pas être qu'un lieu de rencontre et d’échange pour les passionnés ; elle doit se positionner comme une entité conservatrice de ce patrimoine.
Pour ces premiers membres, la mission était de recueillir des informations, mais pas dans n’importe quel but : « La Société Historique telle qu'elle est à son début, est une modeste association de travailleurs bénévoles, qui s'occupent à donner le mouvement initial à une œuvre de documentation historique. Il en sortira sûrement dans un avenir plus ou moins proche des œuvres d'haleine; mais pour l'instant, il faut surtout chercher et découvrir. » Pour ce faire, la Société historique organise des activités publiques pour stimuler l’intérêt local. Une première activité publique eu lieu le 2 février 1971, dans le petit salon de la maison des Gouverneurs. Une trentaine de personnes étaient présentes et Louise Valois-Liessens présenta le premier sujet intitulé « Sorel et Musique ». Sa présentation fut suivie par celle de Walter White sur la maison des Gouverneurs et par celle de l'abbé Georges-Henri Cournoyer sur la généalogie des familles Chapdelaine dit Larivière.

## Chronologie
- 1970
  - M. Gaudreau assume la présidence durant la première année.
- 1971
  - Le Dr Tremblay devient président.
- 1972
  - Pas d'élections, ni d'activités spéciales, mais le Dr Robert Lamonde s'occupe de l'incorporation. Les lettres patentes de la Société sont obtenues en avril[4].
- 1974
  - L'abbé Cournoyer est élu président.
- 1975
  - Mme Cadoret est élue présidente et Mme Valois-Liessens, secrétaire.
- 1977-81
  - Mme Valois-Liessens est élue présidente à l'automne.
  - 1977: Conférence de David Stewart, nouveau propriétaire du Manoir Jacques Cartier, en France, qui présente un diaporama de cette propriété et des notes historiques sur ce sujet. Cette conférence eut lieu au Foyer Richelieu.
    - Lancement du Concours Percy-Foy. Madeleine St-Martin se joint alors à l'équipe et est responsable de l'organisation de ce concours. Elle s'associe l'aide des professeurs d'histoire, particulièrement celle de Gilles Lemire (polyvalente Bernard-Gariépy).
- 1978: Organisation par Frans Liessens et Mme Valois-Liessens de visites guidées de Christ Church.
  - Première visite: réunion avec les membres de la SHPS et les membres venant de Saint-Hyacinthe et d'une délégation de la Société historique du Haut-Saint-Laurent; présentation de l'historique de Christ Church par Mme Valois-Liessens.
  - Au cours des années, différents sujets furent abordés: Mme Joseph-Étienne Champagne parla de sa famille et de son père alias « Coq » Paul, « ramancheur » renommé dans la région et propriétaire-opérateur du petit bac sur le Richelieu; une délégation des Abénakis d'Odanak fait connaître leur histoire; le Magasin Finlay, par l'entremise d'anciennes employées; Mendoza Auger et Édouard Farly évoquèrent leurs souvenirs du Mont St-Bernard et Mendoza entonna le Chant du Mont St-Bernard composé par August Liessens; Marie-Anna Auger-Valois raconta sa vie à l'écluse de Saint-Ours et évoqua le Vieux Moulin à farine et à cardes de ce lieu où son père était meunier; la famille Desrosiers présenta l'existence des vestiges du cimetière de la famille Würtele, abandonnés dans un boisé de Saint-David.
  - 1981: Organisation des fêtes du 200e anniversaire de l'Illumination du Premier Arbre de Noël à la maison des Gouverneurs et émission de timbres pour souligner cette occasion.
  - Un local plus spacieux est prêté à la SHPS par la Bibliothèque de Sorel pour les réunions, le bureau et l'organisation des archives. Mme Saint-Martin ayant obtenu les archives de Marine Industries et de Sorel Industries, la SHPS a besoin de beaucoup plus d'espace. Les activités publiques, conférences et réunions thématiques ont souvent lieu à la maison des Gouverneurs ou à la Bibliothèque ou encore au Foyer Richelieu et attirent de 60 à 100 personnes, 4 à 6 fois par année.
- 1982 (été) :
  - Yves Corriveau, étudiant, assisté de deux autres Sorelois étudiants en histoire à l'Université de Montréal, devient président.
- 1982
  - Dorénavant disponible, Mme St-Martin accepte la présidence et fait l'acquisition des archives de Sorel Industries. Elle s'occupe de toute l'organisation avant que la SHPS ne retienne les services d'un archiviste professionnel en vue de l'obtention d'un agrément du Québec.
- 1987
  - Lors du Dezemberfest, réalisation d'une exposition sur la famille von Riedesel à la maison des Gouverneurs. Publication de la revue de la SHPS Le Carignan. Linda Dufault est nommée présidente. En 1991, le fonds de Marine Industries est remis par Alcide Sauvé à Christian Gariépy, alors archiviste à la SHPS.
- 1993
  - Dû au départ de Mme Dufault de Sorel, Yvan Blanchette accepte de terminer le mandat.
- 1994
  - Mme Valois-Liessens est présidente intérimaire. En mars, la Société emménage dans l'édifice du Centre d'interprétation du patrimoine de Sorel[4], lieu où elle se situe toujours aujourd'hui.
- 1996
  - Robert G. Jones est nommé président. C'est durant son mandat qu'est obtenu l'agrément des archives de la SHPS, plus précisément le 1er août 1996[4]. Cet agrément par le ministère de la Culture et des Communications du Québec (MCCQ) fait de la Société la représentante des Archives nationales du Québec (ANQ) pour la région. Cela a également permis l'engagement d'une archiviste permanente, à la suite d'un concours avec jury et une solide collaboration professionnelle a été établie avec les ANQ[4].
- 2001
  - La Ville de Sorel-Tracy reconnaît officiellement la Société comme l'organisme régional voué à l'histoire et à la conservation du patrimoine bâti[9].
- 2005
  - Michel Duclos est nommé président.
- 2008
  - Luc Poirier assure la présidence jusqu'à son décès, le 5 avril 2017.
- 2017
  - Pierre Potvin assure la succession et est réélu en 2018.
- 2019
  - Jocelyn Daneau est nommé à la présidence de la Société historique.
- 2020
  - Création du poste de directeur général, occupé par Geoffrey Shayne Packwood.
  - Mise en place d'une boutique en ligne et d'un blogue sur le site internet de la SHPS.
- 2021
  - Benoît Paquette est nommé à la présidence du conseil d’administration.

## Services[10]
De par son statut de société historique et de centre d’archives, la SHPS propose différents types de services de reproduction, de gestion documentaire, de bibliothèque et d’archives, ainsi que diverses activités annuelles. La Société historique se manifeste à travers diverses activités, telles des conférences, des chroniques historiques hebdomadaires dans le journal local, des expositions, sa page Facebook, des cartes postales, des visites guidées au centre d'archives et du Vieux-Sorel et la publication d'ouvrages historiques et quelques périodiques. Depuis la fin des années 1980, la Société historique publie régulièrement des livres ou des revues destinés à vulgariser l’histoire régionale :
Revues
- Le Carignan, bulletin (de 1987 à 1995)
- Le Saurelois, bulletin (de 1996 à aujourd'hui)

Publications
- L'histoire économique de la région de Sorel-Tracy du dernier siècle. 1905 à 2005, Sorel-Tracy, Page Cournoyer, 2005.
- Des bords de Loire aux rives du Saint-Laurent - Les Angevins en Nouvelle-France, Collection Denis St-Martin, catalogue d'exposition, 2009.
- Jacques Rouillard, Les Grèves de Sorel en 1937. Un bras de fer entre la famille Simard et le curé de Saint-Pierre, Mgr Philippe-S. Desranleau, Sorel-Tracy, Société historique Pierre-de-Saurel, 2010.
- La Guerre de Sept Ans et l'Amérique (The French and Indian War) 1756-1763, Collection Denis St-Martin, catalogue d'exposition, 2011.
- Lousie Biron, Danielle Mailloux et Louise Pelletier, Le pays des Filles du Roy… Au confluent du Saint-Laurent et de la Richelieu, Tome 1, Sorel-Tracy, Sorel-Tracy, Société historique Pierre-de-Saurel, 2013.
- Mathieu Pontbriand, Sorel et Tracy: un fleuve, une rivière, une histoire, Sorel-Tracy, Société historique Pierre-de-Saurel, 2014.
- Sorel-Tracy 1642-2017, Regards sur notre histoire, Sorel-Tracy, Société historique Pierre-de-Saurel, 2016
- Louise Biron, Le pays des Filles du Roy… Au confluent du Saint-Laurent et de la Richelieu, Tome 2, Sorel-Tracy, Société historique Pierre-de-Saurel, 2017.
- Collection "Les Censitaires"; (Piette dit Trempe, Goulet, Aussant, Bérard dit Lépine, Rageot, Balard dit Latour, Bibeau, Cardin, Champagne, Joly dit Delbec, Lavallée, Letendre, Lussier, Paul Hus, Pelletier, Péloquin, Plante, Salvaye, St-Martin), Sorel-Tracy, Société historique Pierre-de-Saurel, 2016-2023.